# Cliomantis cornuta
Cliomantis cornuta es una especie de mantis de la familia Amorphoscelidae.

## Distribución geográfica
Se encuentra en Australia.